# Bromantan
Bromantan är en syntetisk substans som utvecklades i Sovjetunionen under 1980-talet. Den är känd för sina unika egenskaper som kombinerar både stimulerande och ångestdämpande effekter. Kemiskt sett tillhör bromantan adamantanfamiljen och är strukturellt relaterad till amantadin och memantin.

## Farmakologi
Bromantan verkar genom att modulera centrala nervsystemet. Det tros öka dopamin- och serotoninhalterna genom att hämma deras återupptag, vilket bidrar till dess stimulerande och ångestdämpande effekter. Dess exakta verkningsmekanism är dock inte fullständigt klarlagd.

## Medicinsk användning
I Ryssland är bromantan godkänt för behandling av neurasteni, ett tillstånd som kännetecknas av kronisk trötthet och nedsatt arbetsförmåga. Studier har visat att bromantan kan förbättra fysisk och mental prestation under stressiga förhållanden. 

## Doping och kontroverser
Bromantan blev internationellt uppmärksammat under OS i Atlanta 1996, då flera ryska idrottare testade positivt för substansen. Detta ledde till diskussioner om dess status som dopingpreparat. Idag är bromantan förbjudet av World Anti-Doping Agency (WADA) på grund av dess prestationshöjande egenskaper. 

## Biverkningar och säkerhet
Även om bromantan har visat sig ha positiva effekter på prestation och ångestnivåer, är dess långsiktiga säkerhet och potentiella biverkningar inte fullständigt studerade. Användning av bromantan bör därför ske med försiktighet och under medicinsk övervakning.